# Johann Jakob Stamm (Bauunternehmer)
Johann Jakob Stamm (* 6. September 1843 in Thayngen; † 27. Januar 1905 in Basel, reformiert, heimatberechtigt in Thayngen) war ein Schweizer Bauunternehmer.

## Leben
Johann Jakob Stamm, unehelicher Sohn eines Feldmessers, machte eine Maurerlehre in Basel bei seinem späteren Schwiegervater Johann Georg Meyer. Nach dessen Tod im Jahr 1865 übernahm er das Baugeschäft und erweiterte es kontinuierlich zu einem der führenden Bauunternehmen in Basel. Er gehörte 1895 zu den Gründungsmitgliedern des Basler Baumeisterverbands. 1897 gab er die Leitung des Unternehmens an seine Söhne Georg (1866–1950), Rudolf (1869–1944) und Jakob (1879–1956) ab, die die Firma als Gebrüder Stamm Baugeschäft weiterführten. Stamm war seit 1864 mit Maria Elisabeth Meyer verheiratet.